# Mirage (vliegtuig)
Mirage is een straaljager van de Franse vliegtuigbouwer Dassault Aviation, onderdeel van Groupe Dassault. 
Er zijn verschillende uitvoeringen van de Mirage uitgebracht, te weten:
- Mirage III
- Mirage 5 en 50
- Mirage IV
- Mirage F1
- Mirage 2000

- Mirage IIIV (prototype)
- Mirage G (prototype)
- Mirage 4000 (prototype)